# Benz Velo

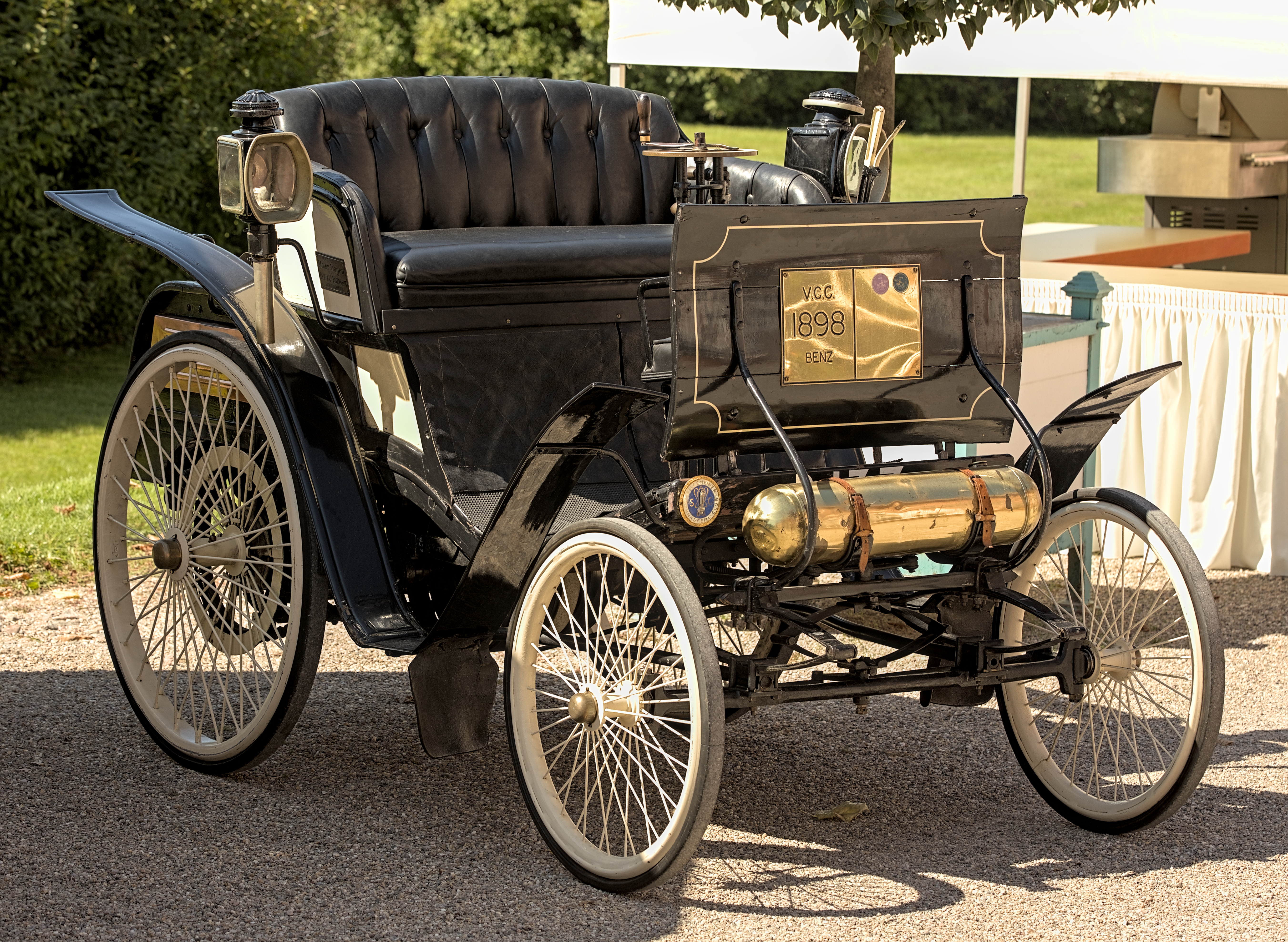
Benz Velo

Der Benz Patent-Motorwagen Velo (kurz Benz Velo genannt) war das erste in Serie produzierte Auto. Diese Version des von Carl Benz patentierten Motorwagens wurde von 1894 bis 1901 gebaut. Bis 1895 wurden schon 134 Stück hergestellt. Duryea in Springfield, Massachusetts baute ebenfalls schon in Serie, während andere Autopioniere wie Panhard & Levassor noch auf Einzelfertigung setzten.

## Beschreibung
Der Benz Velo wurde dem Benz Patent-Motorwagen Victoria von 1893 als kleineres Modell zur Seite gestellt. Auch er war mit einem Einzylindermotor im Heck ausgestattet. Der Motor hatte 1045 cm³ Hubraum (Bohrung × Hub = 110 mm × 110 mm).
Die Leistung entwickelte sich wie folgt:
- 1894: 1,5 PS (1,1 kW) bei 450 min−1[1]
- 1896: 2,75 PS (2,1 kW) bei 600 min−1[2][3]
- 1900: 3 PS (2,2 kW) bei 700 min−1[4][5]
- 1901: 3,5 PS (2,6 kW) bei 800 min−1[6]

Gab es zunächst noch einen Oberflächenvergaser und einen Induktor für die Zündung, wurden ab 1896 ein Schwimmervergaser und Batteriezündung angeboten. Ab diesem Zeitpunkt gab es auch eine Andrehkurbel zum Starten der Maschine.
Ein Zweiganggetriebe leitete die Motorkraft an die Hinterräder weiter. Ab 1896 gab es wahlweise auch einen dritten Gang und einen Rückwärtsgang. Ab 1900 wurde beides in die Serie aufgenommen.
Zwischen 1894 und 1900 wurden die Wagen als Velo (Velociped) für 2000 bis 2200 ℳ verkauft, von 1896 bis 1901 gab es den Comfortable (Velociped Comfortable) für 2500 bis 2800 ℳ. Insgesamt entstanden 1200 Fahrzeuge dieser Typen.